# 에어대구
에어대구 (영어: Air Deagu)는 대한민국의 대구광역시를 거점으로 저비용 항공사(LCC)를 준비했던 법이다.

## 개요
에어대구는 대한민국 대구광역시의 대구국제공항을 허브로 저가항공사 설립을 추진했었다. 2015년 8월 설립했으나 티웨이 등 선발 항공사가 시장을 선점함에 따라 투자자 모집 활동을 중단했다.
2019년 출자자들에게 출자금을 상환하고 활동을 중단했다.
- 2015년 10월 : 항공사 설립 준비 착수
- 2019년 출자금 상환